# Phill Nixon
Phillip Nixon (13 de marzo de 1956-9 de agosto de 2013) fue un jugador de dardos inglés de Ferryhill, Condado de Durham. Fue más conocido por llegar a la final del campeonato Mundial de Dardos de la BDO de 2007 en su primera aparición a la edad de 50 años.

## Vida privada
Phill se casó con Suzanne (nacida en 1969), habían estado casados durante tres años (once juntos) en el momento de su última aparición mundial en el 2007. Ellos tuvieron dos hijos, aunque Phill tenía ocho en total.
Al inicio del torneo, su ocupación principal era como la de un amo de casa. Comenzó a concentrarse más en sus dardos, cuando fue despedido.

## Muerte
Nixon fue diagnosticado con cáncer de hígado, pulmones y estómago en junio de 2013. Murió el 9 de agosto de 2013.